# Elkhart Lake
Elkhart Lake ist eine Gemeinde (mit dem Status „Village“) im Sheboygan County im US-amerikanischen Bundesstaat Wisconsin. Im Jahr 2010 hatte Elkhart Lake 967 Einwohner.

## Geografie
Elkhart Lake liegt im Südosten Wisconsins am gleichnamigen See. Das Westufer des Michigansees ist rund 25 km entfernt.
Die geografischen Koordinaten von Elkhart Lake sind 43°50′00″ nördlicher Breite und 88°01′04″ westlicher Länge. Das Stadtgebiet erstreckt sich über eine Fläche von 3,34 km² und wird von der Town of Rhine umgeben, ohne dieser anzugehören.
Nachbarorte von Elkhart Lake sind Kiel (10,5 km nördlich), Millhome (11,3 km nordnordöstlich), Howards Grove (16 km östlich), Plymouth (11,2 km südsüdöstlich), Glenbeulah (6,3 km südwestlich), Greenbush (10,3 km südwestlich) und St. Cloud (16,8 km westlich).
Die nächstgelegenen größeren Städte sind Green Bay (84,6 km nördlich), Appleton (70 km nordwestlich), Wisconsins Hauptstadt Madison (161 km südwestlich), Wisconsins größte Stadt Milwaukee (95,4 km südlich) und Chicago in Illinois (241 km in der gleichen Richtung).

## Verkehr

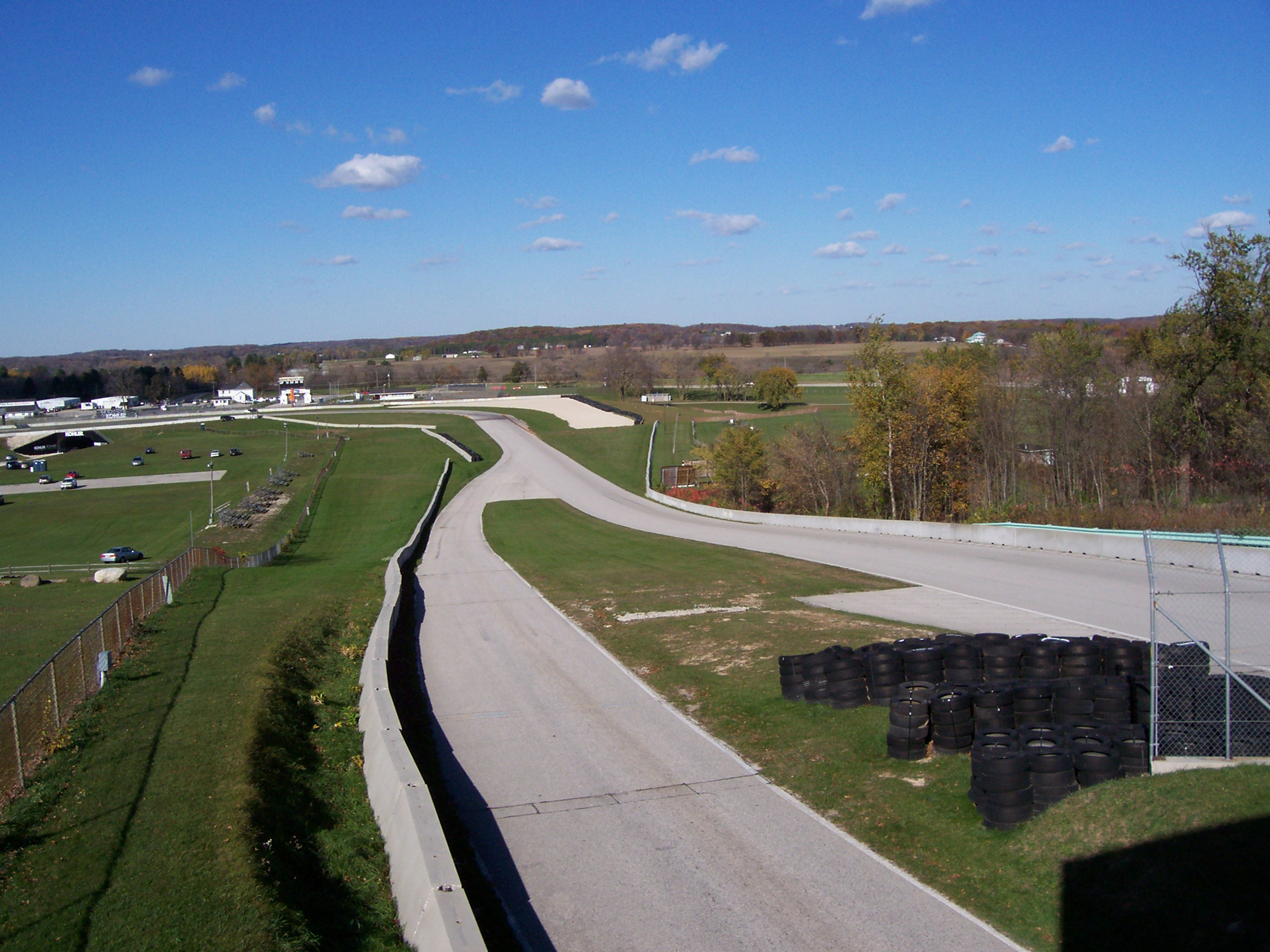
Road America

Der Wisconsin State Highway 67 verläuft in Nord-Süd-Richtung als Hauptstraße durch Elkhart Lake. Alle weiteren Straßen sind untergeordnete Landstraßen, teils unbefestigte Fahrwege sowie innerörtliche Verbindungsstraßen.
Durch Elkhart Lake verläuft parallel zum WIS 67 eine Eisenbahnlinie für den Frachtverkehr der Wisconsin and Southern Railroad (WSOR).
Mit dem Sheboygan County Memorial Airport befindet sich 20,4 km südöstlich ein kleiner Flugplatz. Die nächsten Verkehrsflughäfen sind der Austin Straubel International Airport in Green Bay (90 km nördlich) und der Milwaukee Mitchell International Airport in Milwaukee (105 km südlich).

## Road America
Südlich von Elkhart Lake befindet sich mit der 1955 angelegten Road America eine Rennstrecke auf einem Straßenkurs. Auf der Strecke werden Auto- und Motorradrennen verschiedener Rennserien ausgetragen.

## Bevölkerung
Nach der Volkszählung im Jahr 2010 lebten in Elkhart Lake 967 Menschen in 457 Haushalten. Die Bevölkerungsdichte betrug 289,5 Einwohner pro Quadratkilometer. In den 457 Haushalten lebten statistisch je 2,12 Personen.
Ethnisch betrachtet setzte sich die Bevölkerung zusammen aus 97,7 Prozent Weißen, 0,2 Prozent Afroamerikanern, 0,9 Prozent amerikanischen Ureinwohnern sowie 0,8 Prozent aus anderen ethnischen Gruppen; 0,3 Prozent stammten von zwei oder mehr Ethnien ab. Unabhängig von der ethnischen Zugehörigkeit waren 1,7 Prozent der Bevölkerung spanischer oder lateinamerikanischer Abstammung.
15,8 Prozent der Bevölkerung waren unter 18 Jahre alt, 62,5 Prozent waren zwischen 18 und 64 und 21,7 Prozent waren 65 Jahre oder älter. 49,6 Prozent der Bevölkerung waren weiblich.
Das mittlere jährliche Einkommen eines Haushalts lag bei 54.659 USD. Das Pro-Kopf-Einkommen betrug 32.932 USD. 7,4 Prozent der Einwohner lebten unterhalb der Armutsgrenze.

## Bekannte Bewohner
- Francis E. McGovern (1866–1946) – 22. Gouverneur von Wisconsin (1911–1915) – geboren und aufgewachsen in Elkhart Lake